# Alexander Wood
Pour les articles homonymes, voir Wood et Alexander Wood (homonymie).
Alexander Lochian Wood, né le 12 juin 1907 à Lochgelly en Écosse et mort le 20 juillet 1987 à Gary (Indiana) aux États-Unis, était un joueur américain et écossais de football.

## Biographie

### Jeunesse
Les parents de Wood immigrent aux États-Unis en 1921 lorsqu'il a 14 ans. Sa famille s'installe à Gary dans l'Indiana où il étudie à l'Emerson High School et obtient la nationalité américaine une année plus tard. Il travaille également ensuite dans l'acier.

### Carrière de club
Wood commence sa carrière à Chicago au Bricklayers and Masons FC. En 1928, les Bricklayers parviennent jusqu'en finale de la National Challenge Cup en 1928 où ils perdent face aux New York Nationals. Il part ensuite à Detroit Holley Carburetor. En 1930, Wood devient joueur professionnel avec les Brooklyn Wanderers en American Soccer League. Les Wanderers sont dissous en 1931, et l'on voit alors un trou de deux ans dans la carrière de Wood. En 1933, Wood part pour l'Angleterre pour jouer à Leicester City. En 1936, il est transféré à Nottingham Forest pour une année avant de rejoindre Colchester United en 1937. En 1938, il part pour Chelmsford City en Southern League avant de mettre un terme à sa carrière en 1939 et de rentrer aux États-Unis.

### Équipe nationale

#### Écosse
En 1921, Wood joue une fois pour l'Écosse en équipe de jeunes lors d'un match contre le Pays de Galles, avant de partir pour les États-Unis.

#### USA
Wood joue 4 matchs fois pour les États-Unis en 1930. Trois de ces matchs sont pendant la coupe du monde 1930. Durant le tournoi, les USA gagnent leurs deux premiers matchs, contre la Belgique et le Paraguay sur des scores de 3-0, avant de perdre contre l'Argentine 6-1 en demi-finale. Après la compétition, les USA jouent contre le Brésil le 17 août 1930 avant de rentrer au pays. Ce sera son dernier match en sélection.

### Carrière de l'après-football
Après sa retraite footballistique, Wood retourne vivre à Gary où il travaille dans l'acier pour l'U.S. Steel Corporation. Il prend sa retraite en 1970 et est introduit au National Soccer Hall of Fame en 1986.